# Buckaroos de Portland
Les Buckaroos de Portland sont une franchise de hockey sur glace d'Amérique du Nord qui évolue entre 1960 et 1974 dans la Western Hockey League. L'équipe est basée dans la ville de Portland en Oregon, aux États-Unis.

## Historique
Les Buckaroos remportent dès leur première saison la Coupe Lester Patrick ; ils font de même à la fin des saisons 1964-1965 et 1970-1971.
Entre 1967 et 1973, l'équipe est affiliée aux Black Hawks de Chicago de la Ligue nationale de hockey.